# Raguhn-Jeßnitz
Raguhn-Jeßnitz è una città di 8 861 abitanti della Sassonia-Anhalt, in Germania.

Appartiene al circondario (Landkreis) di Anhalt-Bitterfeld (targa ABI).

## Storia
La città venne formata il 1º gennaio 2010 dall'unione dalle città di Jeßnitz e Raguhn con i comuni di Altjeßnitz, Marke, Retzau, Schierau, Thurland e Tornau vor der Heide.